# Класически японски език
Класическият японски език (中古日本語) е наименование на вариант на японския език, говорен от края на 8 век до края на 12 век. Той е наследник на старояпонския език и е заменен от среднояпонския.